# 嶋田有孝
嶋田 有孝（しまだ ありたか、1966年（昭和41年） - ）は、日本の著述家、実業家。株式会社日経サービス代表取締役社長。

## 来歴・人物
大阪府枚方市出身。1989年（平成元年）同志社大学法学部卒業後、株式会社日経サービス入社。人事部などの勤務を経て、社長室長、総務部長、東京支店長、営業本部長、副社長を歴任。平成25年6月、同社取締役社長に就任。(株式会社日経サービスは、ビル管理、人材派遣などを営む、独立系の総合アウトソーシング企業) 

## 主な著書
- 『仕事のプロが新人のために書いた仕事の本』（明日香出版社　2007年）
- 『リーダーシップが身につく本』（PHP研究所 2008年）
- 『100％伝わる話し方』（PHP研究所　2008年）
- 『20代で読んでおきたい成功の教科書』(PHP研究所 2011年）
- 『30代リーダーの仕事のルール』監修(PHP研究所 2012年）
- 『できる上司の叱り方』(PHP研究所 2013年）
- 『警備のプロが書いた院内クレーム安全対応のキホン』(メディカ出版 2013年）

## 主な著書（中国・台湾版）
- 『20歲就要懂 40則好感工作術』(天下雜誌 2013年)
- 『好主管一定要學會責罵的技術：主管這樣罵人，部屬感激你一輩子』(核果文化 2014年)
- 『很严厉但下属却不反感的训斥方法』(北方妇女儿童出版社 2015年)

## DVD
- 『こんなときどうする？法律からみた院内クレーム安全対応』(メディカ出版 2014年）